# Kikuchi
Kikuchi (jap. 菊池市 Kikuchi-shi) – miasto w Japonii, w prefekturze Kumamoto, na wyspie Kiusiu.

## Miasta partnerskie
- Nishimera
- Gimje
- Sishui
- Tōno
- Cheongwon